# 倭肯河
倭肯河位于中华人民共和国黑龙江省东部，是松花江右岸支流，河名为满语“石头”（转写：wehe）的音转。倭肯河发源于七台河市新兴区东北端完达山北麓冷寒宫南侧，蜿蜒向西南流经北兴农场后注入桃山水库，出库后转西北流，经七台河市城区桃山区和新兴区北部，之后先后成为新兴区与勃利县、桦南县与勃利县和依兰县之间的界河，于依兰县愚公乡孙家亮子以西的小团山右纳松木河后转西南流，进入依兰县境内，在团山子乡幸福村平安屯转西北流，经县城依兰镇东侧汇入松花江。河流全长292千米，流域面积11123平方千米，河道平均比降0.7‰，年均径流量13.95亿立方米。倭肯河流域东、南、西三面群山环绕，中部为丘陵漫岗，西北部为倭肯河冲积平原，地势低平。区域内以农业为主，主要种植水稻、大豆、玉米和小麦，是黑龙江省重要的商品粮基地之一。